# Le Petit-Mercey
Le Petit-Mercey era una comuna francesa que estaba situada en el departamento de Jura, de la región de Borgoña-Franco Condado que el 1 de enero de 2019 pasó a formar parte de la comuna nueva de Dampierre como comuna delegada.

## Historia
En 1972 pasó a ser una comuna asociada de Louvatange-le-Petit-Mercey al unirse a Louvatange y en 1984 fue reconstituida  como comuna a partir de sus antiguos territorios, siendo la comuna asociada suprimida.

## Demografía
| Gráfica de evolución demográfica de Le Petit-Mercey entre 1800 y 2016 |
|                                                                       |

Los datos demográficos contemplados en este gráfico de la comuna de Le Petit-Mercey se han cogido de 1800 a 1999 de la página francesa EHESS/Cassini, y los demás datos de la página del INSEE.